# Dombeya gracilicyma
Dombeya gracilicyma är en malvaväxtart som beskrevs av Arenes. Dombeya gracilicyma ingår i släktet Dombeya och familjen malvaväxter. Inga underarter finns listade i Catalogue of Life.